# Helena af Sandeberg

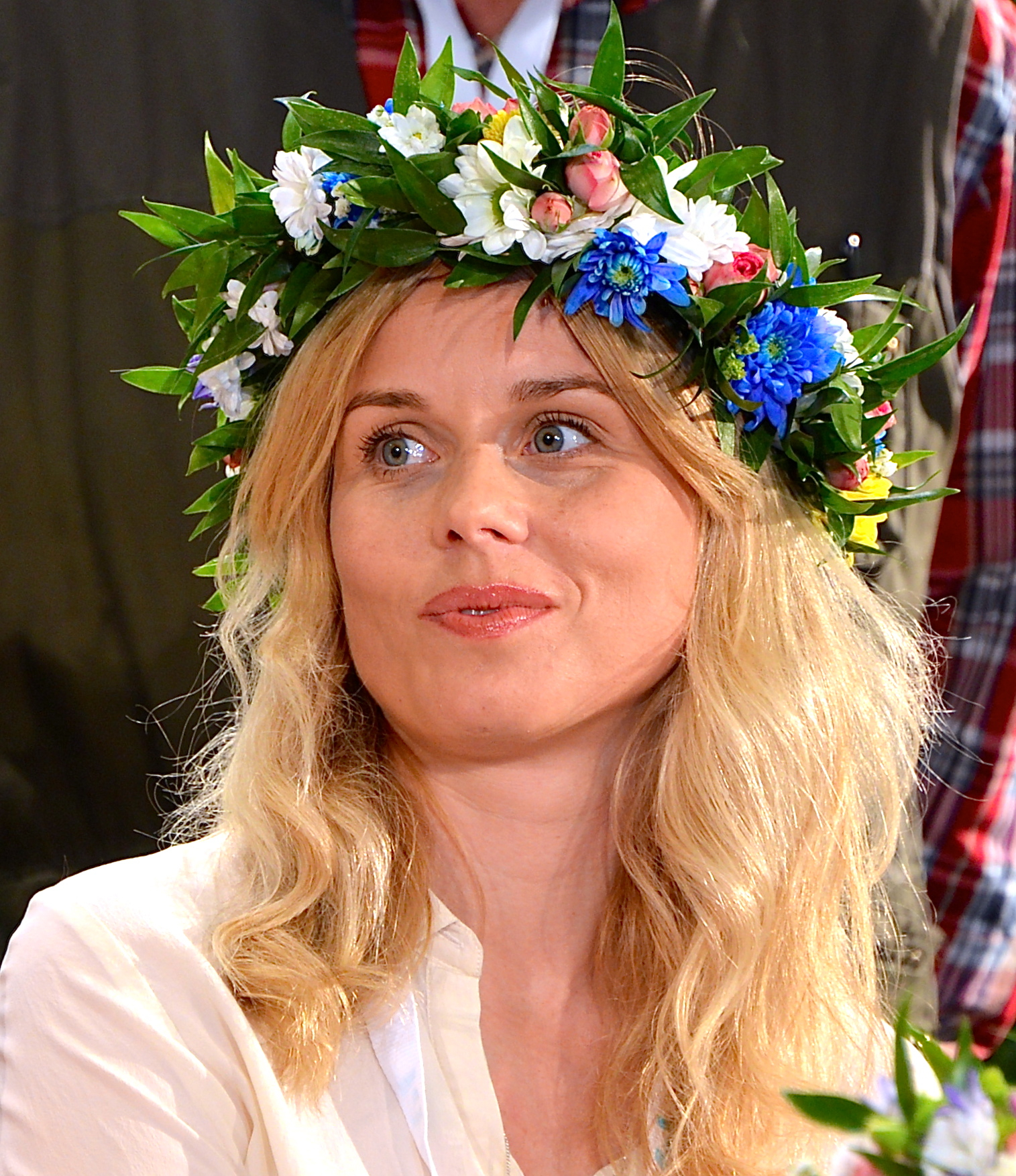
Helena af Sandeberg under Sveriges Radios presentation av 2013 års Sommarvärdar i Sommar i P1.

Helena Beata Maria af Sandeberg, född 1 september 1971 i Råsunda församling i Solna i Stockholms län, är en svensk skådespelare.

## Biografi
Helena af Sandeberg föddes i Solna, men växte upp i Rotebro i Sollentuna kommun. Hennes mor arbetade som lärare och gick bort när af Sandeberg var 18 år gammal.
Helena af Sandeberg tillhör adelsätten af Sandeberg.

af Sandebergs vapen.

Helena af Sandeberg har medverkat i en mängd filmer, tv-serier och även spelat teater på bland annat Stockholms stadsteater, Göteborgs stadsteater och Orionteatern. Hon tillhör numera Kulturhuset Stadsteaterns fasta ensemble. Hon är utbildad två år på Södra Latins Teaterlinje och efter gymnasiet flyttade hon till USA och studerade tre år vid Actors Studio i New York. I USA medverkade hon i ett par independentfilmer, New York Absurdities (1993) och Dream It (1994), samt en rockvideo med George Michael. Hon slog igenom 1996 i den romantiska TV-serien Nudlar och 08:or och fick sedan rollen som Louise Calling i Rederiet (1997–1998). Hon har sedan uppmärksammats stort för roller som Ewa Kaludis i Kim Novak badade aldrig i Genesarets sjö (2005), huvudrollen Eriksson i miniserien En pilgrims död (2013) och i uppsättningarna av Hedda Gabler, Anna Karenina,Tre systrar och Gasljus på Kulturhuset Stadsteatern i Stockholm. År 2021 spelade af Sandeberg huvudrollen i SVT:s dramaserie Deg, som i september 2022 tilldelades tv-priset Kristallen för Årets TV-drama.
Helena af Sandeberg tilldelades år 2009 Edvin Adolphson-stipendiet.
År 2013 var af Sandeberg sommarvärd i Sommar i P1 och medverkade i oktober 2014 i SVT:s Sommarpratarna.

### Privatliv
af Sandeberg har varit gift med teaterregissören Alexander Mørk-Eidem; de har en son född 2005 men separerade 2009. Hon var gift andra gången 28 juli 2013 – 2017 med skådespelaren och sångaren Fredrik Lycke; de fick en dotter 2014. af Sandeberg driver det egna produktionsbolaget Alfredo Film och Teater AB.

## Filmografi
- 1996 – Ellinors bröllop
- 1997 – 9 millimeter
- 1998 – Zingo
- 1999 – Tomten är far till alla barnen
- 2001 – Shrek (dubbning)
- 2002 – Kontrakt (kortfilm)
- 2002 – Hon
- 2003 – Spirited Away (dubbning)
- 2003 – Tur & retur
- 2004 – Shrek 2 (dubbning)
- 2005 – Kim Novak badade aldrig i Genesarets sjö
- 2007 – Shrek 3 (dubbning)
- 2007 - I Was a Swiss Banker
- 2007 - Mars och Venus
- 2008 – Iskariot
- 2008 – Mañana
- 2010 – Cornelis
- 2012 – Mörkt vatten
- 2012 – Inte ens det förflutna
- 2012 – Hypnotisören
- 2012 – Blondie
- 2013 – Förtroligheten
- 2013 – Vi[10]
- 2015 – Alena
- 2018 – Lyckligare kan ingen vara
- 2019 – Eld och lågor
- 2021 – Bröllop, begravning och dop – filmen

## TV-serier (i urval)
- 1996 – Nudlar & 08:or
- 1997 – Rederiet
- 1999 – Sjätte dagen
- 1999 – c/o Segemyhr
- 2002 – Heja Björn
- 2003 – Virus i paradiset (miniserie)
- 2006 – Hombres
- 2008 – Oskyldigt dömd
- 2008 – Värsta vänner
- 2008 – Sthlm
- 2013 – En pilgrims död
- 2014 – Den fjärde mannen
- 2016, 2017, 2019 – Finaste familjen
- 2018 – Den döende detektiven (TV-serie)
- 2019 – Störst av allt (TV-serie)
- 2020 – Bröllop, begravning och dop (TV-serie)
- 2021 – Deg (TV-serie)
- 2022 – Vi i villa (TV-serie)
- 2023 - Alla mot alla med Fredrik och Filip

## Teater

### Roller (ej komplett)
| År   | Roll             | Produktion                                                                                     | Regi                    | Teater                   |
| ---- | ---------------- | ---------------------------------------------------------------------------------------------- | ----------------------- | ------------------------ |
| 2003 | Darja            | Idioten (Идиот, Idiót) David Fishelson                                                         | Alexander Mørk-Eidem    | Stockholms stadsteater   |
| 2007 | Hedda            | Hedda Gabler Henrik Ibsen                                                                      | Alexander Mørk-Eidem    | Stockholms stadsteater   |
| 2008 | Maja             | Tre systrar                                                                                    | Alexander Mørk-Eidem    | Stockholms stadsteater   |
| 2009 | Kristina         | Påsk August Strindberg                                                                         | Eirik Stubø             | Stockholms stadsteater   |
| 2010 | Karin Thimm      | Petra von Kants bittra tårar (Die bitteren Tränen der Petra von Kant) Rainer Werner Fassbinder | Hugo Hansén             | Stockholms stadsteater   |
| 2011 | Anna             | Anna Karenina                                                                                  | Kjersti Horn            | Stockholms stadsteater   |
| 2013 | Regan            | Kung Lear                                                                                      | Ole Anders Tandberg     | Kulturhuset Stadsteatern |
| 2016 | Laura            | Fadren August Strindberg                                                                       | Mellika Melouani Melani | Kulturhuset Stadsteatern |
| 2017 | Fanny Wilton     | Bankdirektör Borkman (John Gabriel Borkman) Henrik Ibsen                                       | Dritëro Kasapi          | Kulturhuset Stadsteatern |
| 2018 | Georgie Burns    | Heisenberg Simon Stephens                                                                      | Tereza Andersson        | Scalateatern             |
| 2021 | Bella Manningham | Gasljus (Gaslight) Patrick Hamilton                                                            | Melody Parker           | Kulturhuset Stadsteatern |
| 2022 | Bella Manningham | Gasljus (Gaslight) Patrick Hamilton                                                            | Melody Parker           | Kulturhuset Stadsteatern |
| 2023 | Anna             | Tiden är vårt hem Lars Norén                                                                   | Eirik Stubø             | Kulturhuset Stadsteatern |
| 2024 | Marianne         | Konstellationer (Constellations) Nick Payne                                                    | Linus Fellbom           | Kulturhuset Stadsteatern |